# 亞歐堂田善

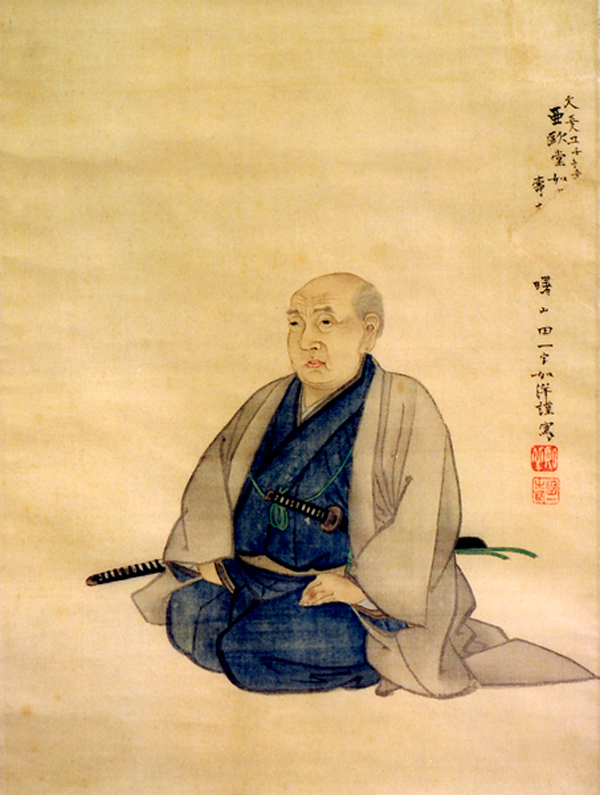
亞歐堂田善

亞歐堂田善（日语：／ Aoudoo Denzen，1748年—1822年6月25日）是日本江戶時代後期的一名畫家，本名永田善吉，略稱田善，亞歐堂是其雅號，另有雅號星山堂、亞歐陳人，別名如旦。白河藩的御用畫師。陸奧國須賀川出身（現福島縣須賀川市）。

## 生平

紙本着色淺間山圖

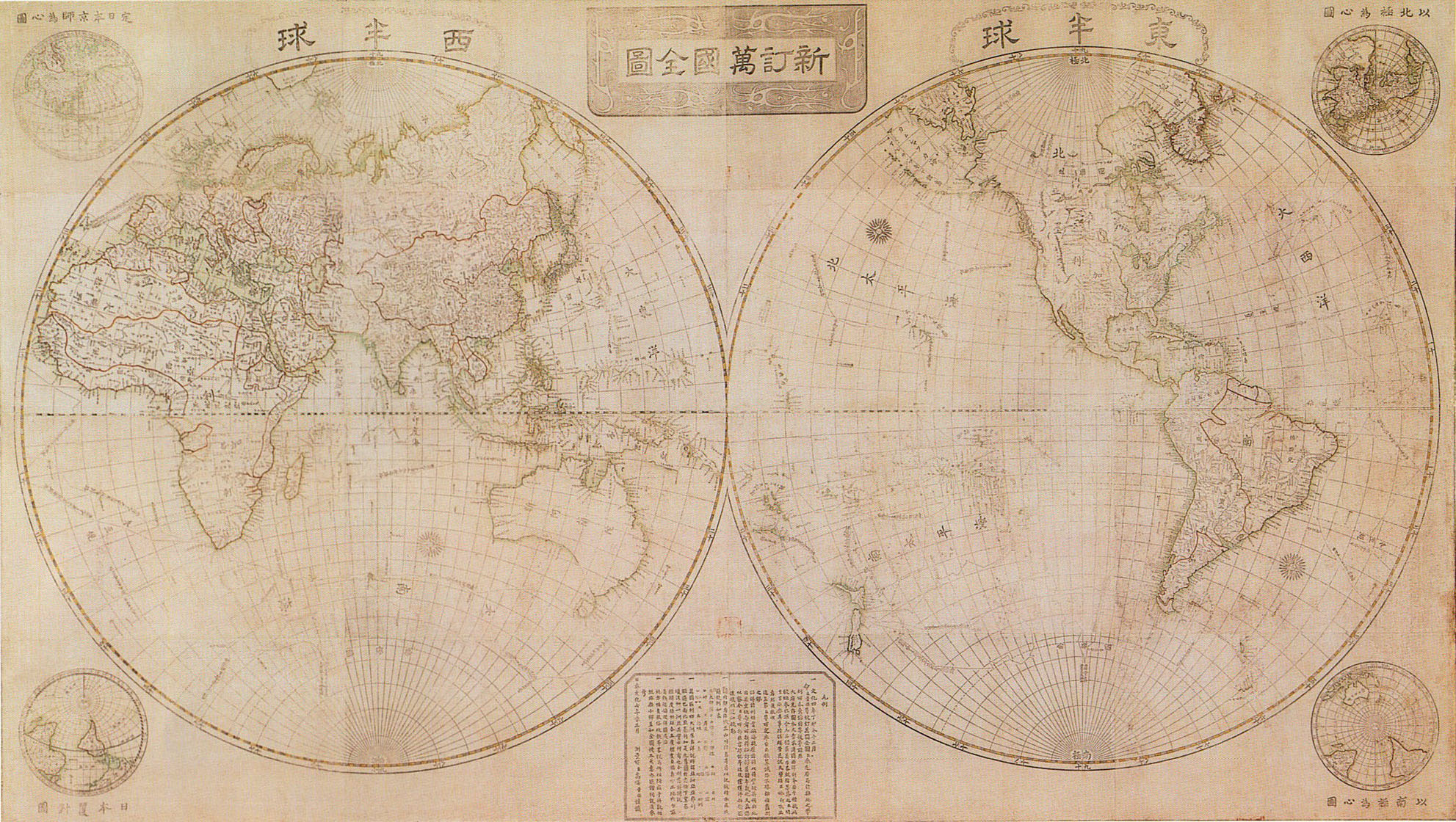
新訂萬國全圖

家裡從事染物屋，祖先是伊勢國的御師。寶曆12年（1762年），15歲的他將自己所寫的繪馬《源賴義水請之圖》奉納至白山寺。安永2年（1773年），其妻死去。安永7年（1778年），再婚。同年其子貞順（靜庵）出生。天明5年（1785年），他在伊勢拜畫僧月僊為師學習繪畫。寬政6年（1794年），松平定信巡視領內時發現了他的《江戶芝愛宕圖》後，賞識其畫功，命其進谷文晁的門下，兩年後成為定信的御用繪師，並且移居白河小峰城下的會津町，儘管如此他本人卻多數時間都在江戶。寬政10年（1798年），定信向他展示由荷蘭商館獻給德川將軍家的銅版畫世界地圖，其後他奉定信之命，開始研究銅版畫，他參考了司馬江漢的銅版畫之餘，也受到了備中松山藩士松原右仲的指導，並且參考了法國作家努埃爾·肖梅勒的《厚生新編》內的銅版畫介紹以及海外銅版畫等等，借此創造出獨自的銅版畫風格。
寬政11年（1799年），他前往長崎直接跟荷蘭人花了四年時間學畫。文化2年（1805年）繪成的《驪山比翼塚圖》是他最早期的作品，他在文化5年（1808年）替宇田川玄真的著作《醫範提綱》繪畫銅版插畫，又發表了《大日本金龍山之圖》、《洲崎辯才天》、《三俁》、《三圍》等以江戶名勝為題材的銅版風景畫。兩年後，他創作了銅版畫《新訂萬國全圖》，這是日本第一張官方銅版畫世界地圖，因而獲定信賜予亞歐堂的雅號，代表著橫跨亞洲和歐洲的殿堂。與江漢的銅版畫相比，田善的透視圖法和遠近法更為自然，其中《三俁之景》被形容為有一股頹廢的妖氣在裡面。另一方面，田善也有以油彩、泥繪和日本的繪畫工具來親筆描繪洋風畫，像《今戶瓦燒》和《江戶城外風景》等等以江戶為中心的畫作。
文化13年（1816年），他回歸故里須賀川，並且在文政5年（1822）5月7日（6月25日）死去，享年75歲。有一弟子安田田騏。後來的葛飾北齋和歌川國芳等人的浮世繪風景版畫也受到田善的洋風畫所影響。他曾經奉定信之命拜江漢為師，最終卻被江漢逐出師門，後來江漢向伊能忠敬概嘆，形容田善是：「日本出生的和蘭人」（日本に生まれし和蘭人なり），認同了其畫功。
1986年，關於他的82項物品以「太田貞喜的亞歐堂田善收藏品82項」的名義，獲登錄為福島縣指定重要文化財。

## 畫作
田善的作品主要是銅版畫，約有90幅，油彩畫則有十多幅。其中，須賀川市立博物館館藏《銅版畫東都名所圖》、《銅版畫見本帖》和東京國立博物館館藏《紙本著色淺間山圖》均為重要文化財，前兩者在2012年9月6日獲指定，後者在2010年6月29日獲指定。其中，文化廳認為《紙本著色淺間山圖》是田善的代表作，評道：「江戶時代後期首屈一指的洋風畫大作，從屏風畫形式來看亦是非常珍貴的名作。」（江戸時代後期の洋風画における屈指の大作であり、屏風絵形式の希な遺例としても著名な作品である） 